# Dovydas Redikas
Dovydas Redikas (* 11. Dezember 1992 in Kuršėnai, Rajongemeinde Šiauliai) ist ein litauischer Basketballspieler.

## Karriere
Dovydas Redikas startete seine Karriere beim Verein KK Akademija Vilnius in der Nacionalinė krepšinio lyga (NKL), der zweiten Liga Litauens. Im Jahr 2010 wechselte er zu BC Lietuvos Rytas und wurde sofort an Perlas Vilnius ausgeliehen, wo er in der litauischen Lietuvos krepšinio lyga (LKL) spielte. Im folgenden Jahr kehrte er zu Lietuvos Rytas zurück, wo er in der LKL und auf internationaler Ebene, unter anderem in der EuroLeague, zum Einsatz kam.
In der Saison 2013/14 war Redikas an Pieno žvaigždės Pasvalys, einen weiteren Club der litauischen LKL, ausgeliehen. Dann erfolgte ein Wechsel in die lettische Basketballliga (LBL), wo er zwei Jahre für Barons Kvartāls Riga spielte. Im Jahr 2016 wechselte Redikas nach Griechenland und spielte zunächst für Sefa Arkadikos und später in der Saison für Ermis Agias, beide Teams waren in der HEBA A2, der zweiten Basketball-Liga Griechenlands, aktiv.
In der Saison 2017/18 kehrte er nach Litauen zurück. In dieser Saison spielte Redikas für den Verein Jonavos CBet in der NKL, der nationalen zweiten Liga. Schon in der folgenden Saison wechselte er erneut. Er ging nach Zypern, wo er ein Jahr für Apollon Limassol in der höchsten zyprischen Liga, der First Division, spielte und dann zu AEL Limassol, das ebenfalls in der First Division spielte, wechselte.
Im Jahr erfolgte der Wechsel nach Frankreich, wo Redikas für Kaysersberg Ammerschwihr BCA in der NM1, der dritten französischen Liga, spielte.
In den folgenden Jahren spielte er für Alliance Sport Alsace in der NM1, bevor er 2022 zum Basket Club Orchies wechselte, ein Team aus der dritten Liga Frankreichs (NM1). 2023/24 spielte er für Italien, Imola Virtus, in der dritten italienischen Liga, der Serie B Nazionale. Seit der Saison 2024/25 spielt Redikas für die erste Mannschaft von Colmar Basket in der Ligue Regional.